# Acalypha balgooyi
Acalypha balgooyi är en törelväxtart som beskrevs av Sagun och Geoffrey A. Levin. Acalypha balgooyi ingår i släktet akalyfor, och familjen törelväxter. Inga underarter finns listade i Catalogue of Life.